# Charles Coffin Sims
Charles Coffin Sims (Elkhart, Indiana, 14 de abril de 1938 – 23 de outubro de 2017) foi um matemático estadunidense, mais conhecido por seu trabalho sobre teoria dos grupos. Juntamente com Donald Gordon Higman descobriu o grupo de Higman–Sims, um dos grupos esporádicos. O programa computacional do grupo de permutação desenvolvido por Sims também levou à prova da existência do grupo de Lyons (também conhecido como grupo de Lyons–Sims) e grupo de O'Nan (também conhecido como grupo de O'Nan–Sims).
Sims foi um aluno de John Griggs Thompson e obteve um doutorado na Universidade Harvard em 1963. Em sua tese enumerou p-grupos, dando limites assintóticos superiores e inferiores. Sims é um dos fundadores da teoria dos grupos computacional, sendo epônimo do algoritmo de Schreier–Sims. Foi membro da faculdade do Departamento de Matemática da Universidade Rutgers de 1965 a 2007, seguindo para São Petersburgo (Flórida).
Foi palestrante convidado do Congresso Internacional de Matemáticos em Helsinque (1978).
Em 2012 foi eleito fellow da American Mathematical Society.